# 圣博内德萨莱尔
圣博内德萨莱尔（法語：Saint-Bonnet-de-Salers，法語發音：[sɛ̃ bɔnɛ də salɛʁ]，意为“萨莱尔的圣博内”）是法国康塔尔省的一个市镇，位于该省西部，属于莫里亚克区。

## 地理
圣博内德萨莱尔（45°9'38"N, 2°27'11"E）面积32.67 平方千米，位于法国奥弗涅-罗讷-阿尔卑斯大区康塔爾省，该省份为法国中南部省份，位于法國中央高原中心，北起科雷兹省、上盧瓦爾省和多姆山省，西接洛特省和科雷兹省，南至阿韦龙省和洛特省，东临上盧瓦爾省和洛泽尔省。
与圣博内德萨莱尔接壤的市镇（或旧市镇、城区）包括：昂格拉尔德萨莱尔、德吕雅克、勒法尔古、圣马丹瓦尔默鲁、圣保罗德萨莱尔、萨莱尔、萨兰、勒沃尔米耶。

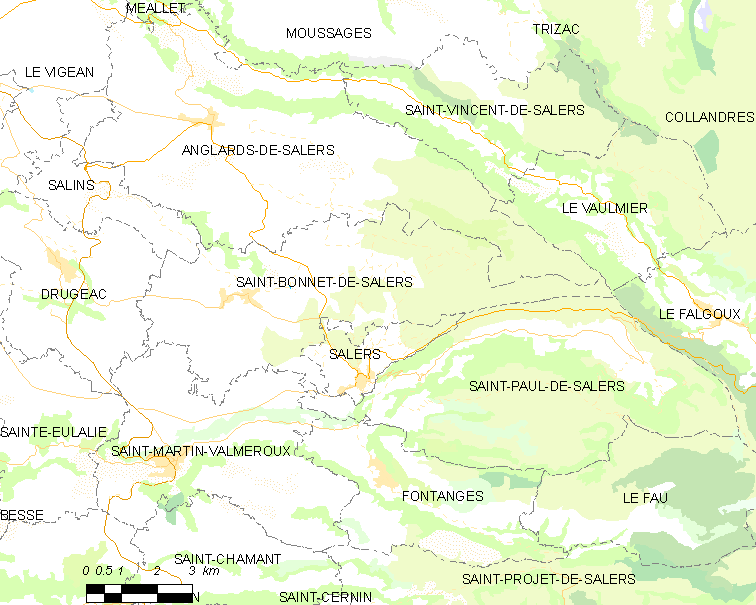
圣博内德萨莱尔的OSM定位图

圣博内德萨莱尔的时区为UTC+01:00、UTC+02:00（夏令时）。

## 行政
圣博内德萨莱尔的邮政编码为15140，INSEE市镇编码为15174。

## 政治
圣博内德萨莱尔所属的省级选区为莫里亚克县。

## 人口

1962-2008年间圣博内德萨莱尔人口变化图示

圣博内德萨莱尔于2022年1月1日时的人口数量为254人。